# Splošna bolnišnica Slovenj Gradec
Splošna bolnišnica Slovenj Gradec je regionalna splošna bolnišnica za Mežiško, zgornjo Dravsko in Šaleško regijo v Slovenj Gradcu, ki je bila ustanovljena 26. februarja 1898.

## Odlikovanja in nagrade
Leta 1996 je bolnišnica prejela srebrni častni znak svobode Republike Slovenije z naslednjo utemeljitvijo: »ob stoletnici obstoja in delovanja za požrtvovalno delo pri zdravstveni oskrbi prebivalstva ter za zasluge v času agresije na Slovenijo«.